# Hirimande, Sakleshpur
Hirimande là một làng thuộc tehsil Sakleshpur, huyện Hassan, bang Karnataka, Ấn Độ.